# لاماستو
لاماستو یا لاماشتو در اسطوره‌شناسی خاورمیانه یک رب‌النوع شیطانی یا عفریته‌ای بالدار بود که خون کودکان شیرخوار را در زمان نوشیدن شیر مادر یا بعد از تولد می‌نوشید و خاورمیانه‌شناسان وی را از نخستین خون‌آشام‌های افسانه‌ای می‌دانند.
طبق افسانهٔ آشوری، لاماستو، دختر آنو، خدای آسمان، شبانه به خانهٔ انسان‌ها می‌خزد و بچه‌های قنداقی و جنین‌های متولد نشده را می‌دزدد یا می‌کشد. کسانی که به لاماستو اعتقاد داشتند، سندروم مرگ نوزادان و سقط جنین را به این موجود ترسناک نسبت می‌دادند.

## معنی نام
نام لاماستو در زبان آشوری به معنای محوکننده بود و آشوریان اعتقاد داشتند که وی انسان‌های بزرگسال را نیز می‌کشد.

## مقابله با لاماستو
زنان باردار برای مقابله با وی پلاک‌هایی با طرح پازوزو بر گردن داشتند زیرا بر اساس اعتقاد آنان پازوزو که اهریمن دیگری بود توانسته‌است یک بار لاماستو را شکست دهد.

## نگارخانه

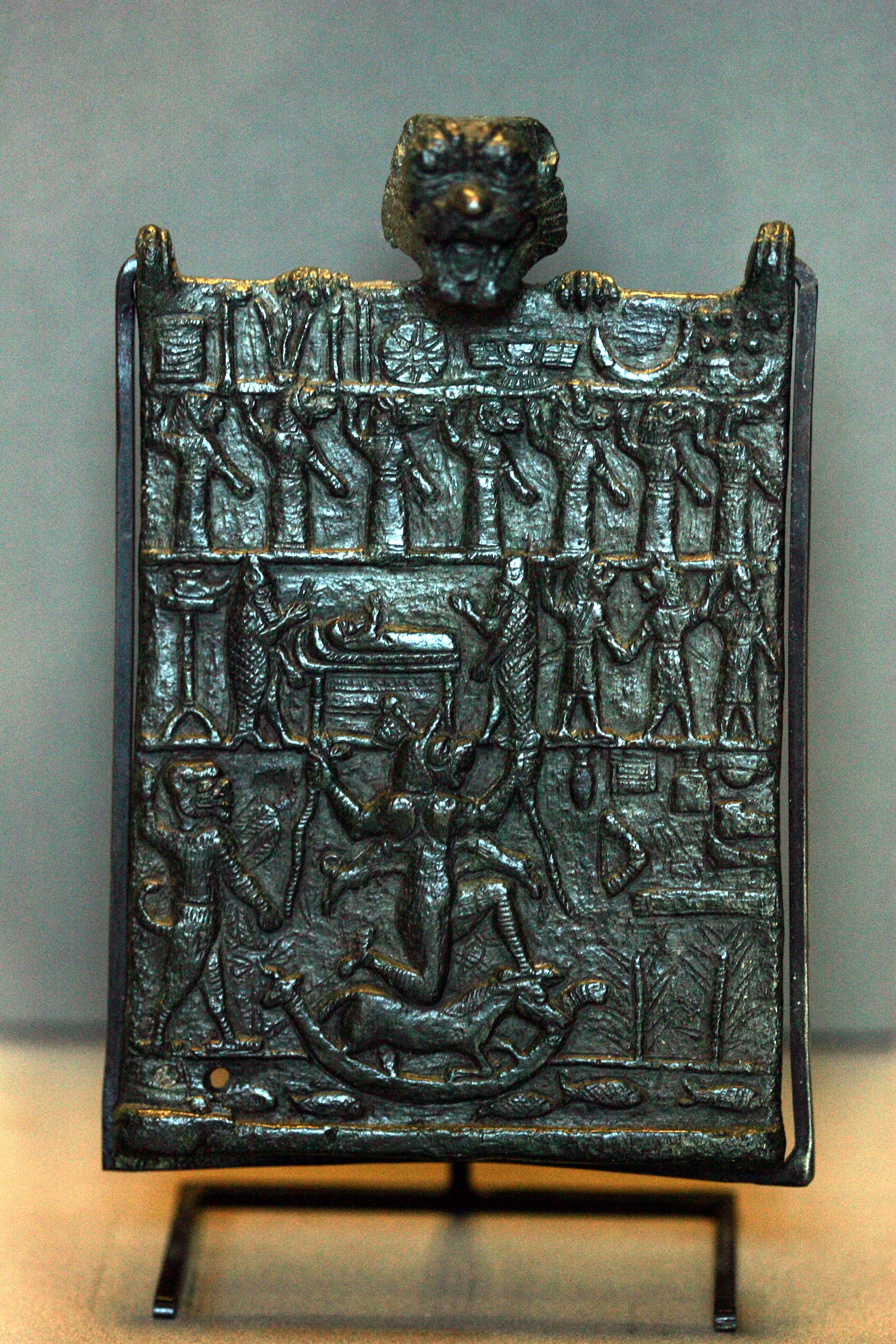
پلاک پازوزو
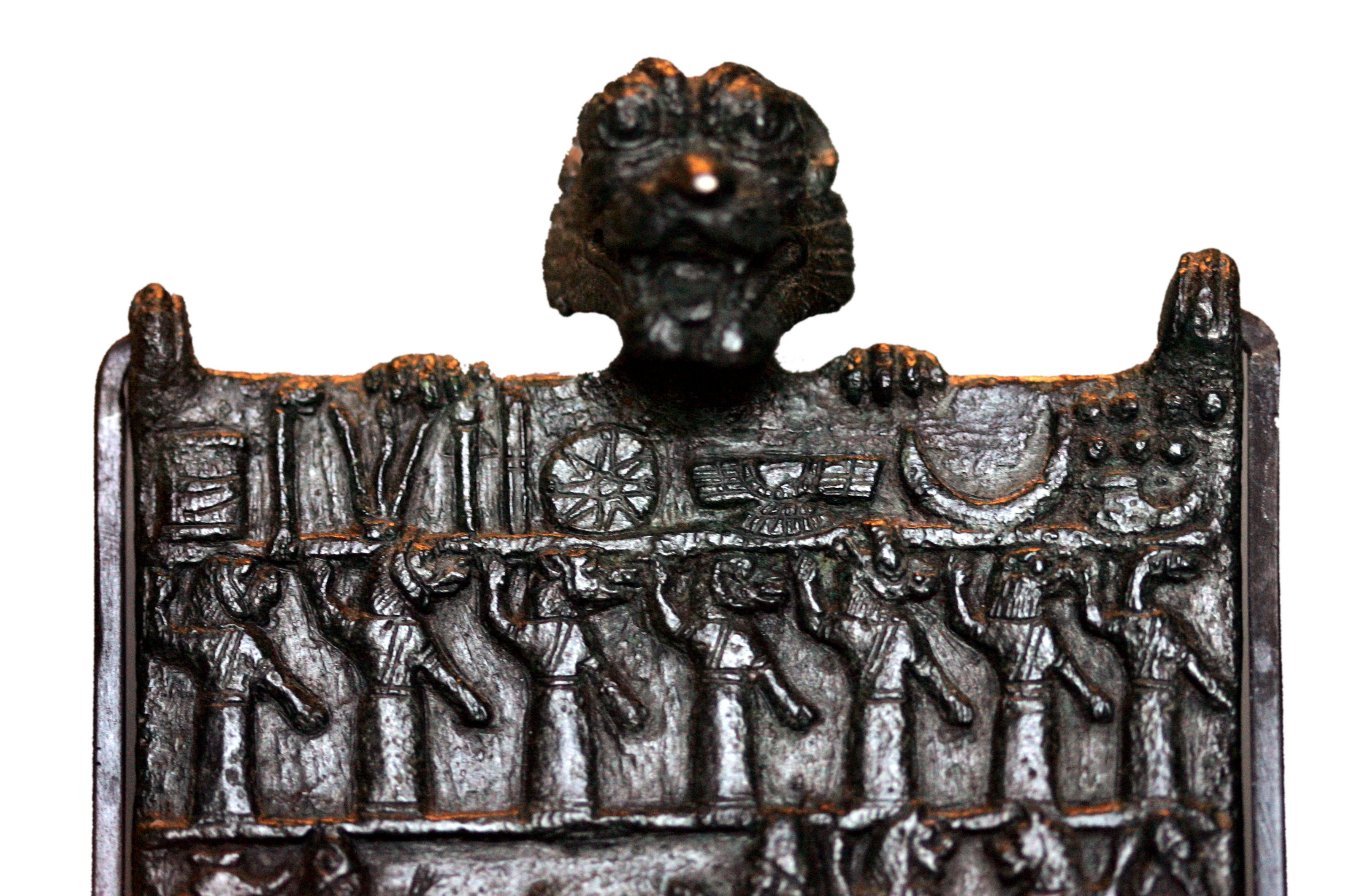
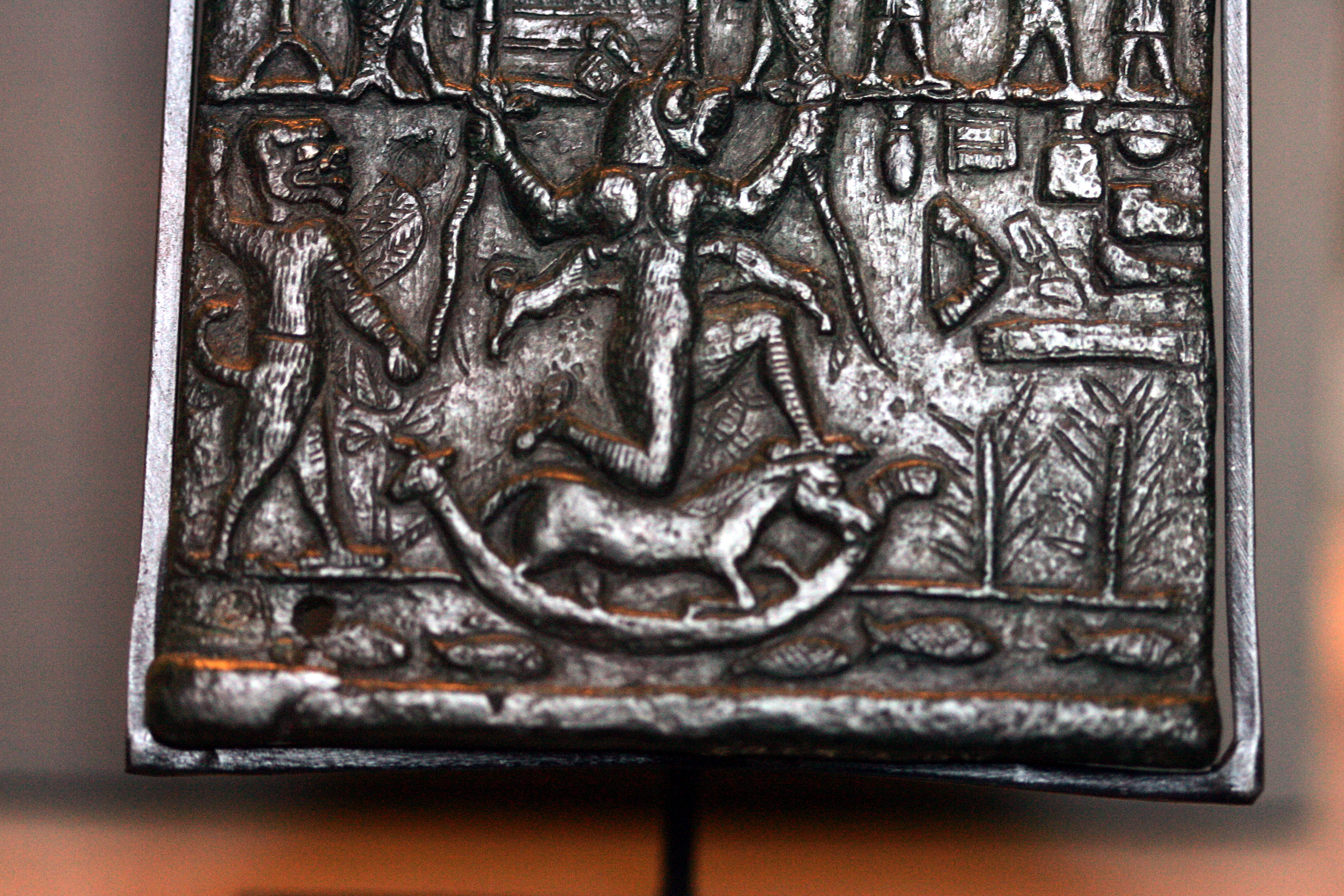
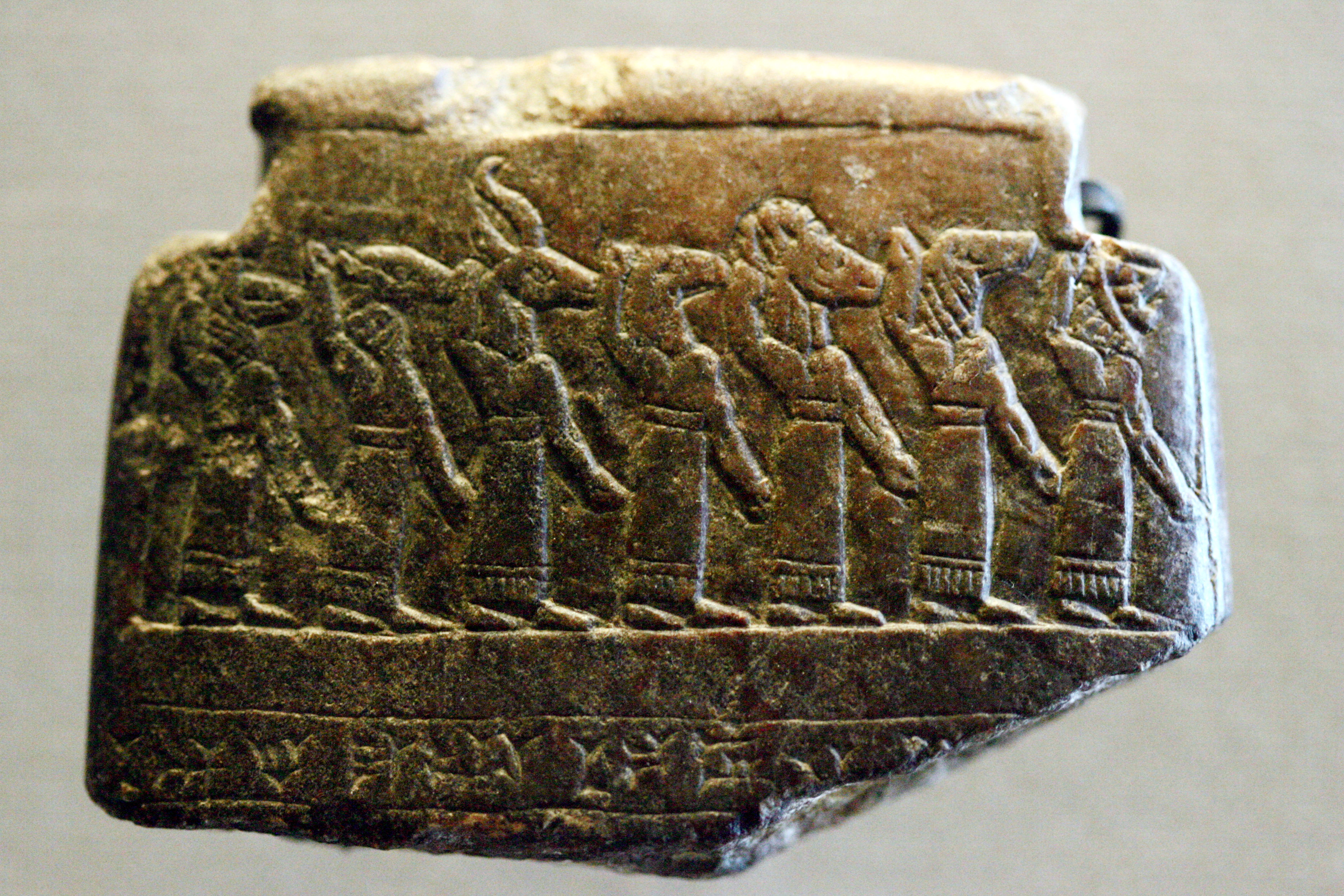